# CHTF18
CHTF18‏ (Chromosome transmission fidelity factor 18) هوَ بروتين يُشَفر بواسطة جين CHTF18 في الإنسان.